# Astacilla laevis
Astacilla laevis es una especie de crustáceo isópodo marino de la familia Arcturidae.

## Distribución geográfica
Se distribuye por la zona del delta del Ebro (España).